# Карточный домик (картина Серебряковой)
«Ка́рточный до́мик» — картина российской художницы Зинаиды Серебряковой, созданная в годы Гражданской войны. Находится в коллекции Русского музея.

## История создания и судьба картины

«Карточный домик» в экспозиции Русского музея на выставке «Вдохновленные классикой. Неоклассицизм в России», 2023

К октябрю 1917 года Зинаида Серебрякова с детьми проживала в своём имении Нескучное в Харьковской губернии. С ростом политической напряжённости на Украине семья вынуждена была перебраться сначала в городок Змиёв, а затем и в Харьков. В 1918 году муж художницы, работавший в Москве, был арестован во время «красного террора», почти полгода о нём ничего не было известно. В 1919 году он умер от тифа на руках у супруги и детей. К ноябрю 1919 года имение в Нескучном было разграблено и сожжено, погибло всё имущество художницы. Она осталась с четырьмя детьми и больной матерью без средств к существованию. Все искусствоведы сходятся, что на картине изображена харьковская квартира Серебряковой, в которой она проживала после смерти мужа. Дочь Татьяна описывает её как три комнаты с застеклённой террасой.
Техника исполнения картины — масляная живопись по холсту. Размер — 65 х 75 сантиметров. Картина находится в настоящее время в коллекции Русского музея (инвентарный номер — Ж-6634), куда она поступила в 1957 году от Евгения Серебрякова, сына художницы, в семье которого в Ленинграде она находилась после отъезда художницы за границу. Датируется картина разными исследователями творчества художницы по-разному: 1918 годом, 1919 годом или 1920 годом.

## Персонажи, изображённые на картине, их судьба

Дети художницы на картине «Карточный домик» (слева направо): Екатерина, Евгений и Татьяна

На картине изображены четверо детей художницы:
- Евгений Серебряков (1906, Нескучное — 1990, Ленинград). После отъезда матери за рубеж остался в СССР. Архитектор, реставратор, художник-акварелист. После 1945 года участвовал в восстановлении архитектурных памятников Петергофа[7].
- Александр Серебряков (1907, Нескучное — 1995, Париж). В 1925 году переехал в Париж, где уже жила его мать. Работал над оформлением интерьеров музеев, магазинов, особняков, парковых павильонов, некоторое время работал в кино; исполнял декоративные панно, монументальные росписи[8].
- Татьяна Серебрякова (1912—1989, Москва). Окончила балетное училище в Ленинграде, театральный художник, супруга художника Валентина Николаева. Заслуженный художник РСФСР[8].
- Екатерина Серебрякова (1913—2014, Париж). В 1928 году[9] переехала в Париж к матери. Художница[10].

## Сюжет и его трактовка художницей
Карточный домик — конструкция, возводимая из игральных карт путём их установки рядами друг на друга, целью является создание как можно более высокой структуры из карт, которая при этом не должна обрушиться (в строительстве карточных домиков не должен использоваться клей). Карточный домик, давший название картине, также — является фразеологическим оборотом в русском языке, два его основные значения: 1. Лёгкая непрочная постройка (в этом значении имеет обычно пренебрежительный смысл); 2. Предположения, расчёты, не имеющие под собой прочного основания и поэтому обречённые на неудачу (в этом значении имеет чаще всего ироничный оттенок). Карточный домик неоднократно становился объектом изображения крупными художниками, за ним закрепился в иконографии узкий спектр указанных символических значений. 
По мнению искусствоведа А. А. Русаковой, «Карточный домик» — лучшая работа художницы 1920 года (именно этим годом она датирует полотно), в ней документ и повседневность сочетаются с психологической достоверностью. Русакова противопоставляет два групповых портрета детей художницы. В портрете детей «За обедом» 1914 года царят спокойствие и счастье. В «Карточном домике» дети в одежде синего цвета (разных оттенков), сидят, прижавшись друг к другу, у покрытого тёмной скатертью стола и строят из игральных карт хрупкий домик. Они сосредоточены, одновременно ожидают и боятся крушения постройки. Русакова отрицает изначальный и сознательный символизм и аллегоричность картины, считает её сугубо реалистической, но считает, что сама ситуация, изображённая на картине, становится символом в житейском смысле (хрупкости существования семьи художницы в это время): в «данном случае вдохновение живописца было подкреплено материнской любовью и тревогой по поводу уходящего в неизвестность будущего семьи, напоминавшей теперь хрупкое, сложенное из карт строение». Некоторые критики считают эту картину самой мрачной в творчестве художницы. С начала 1920 года художница рисовала таблицы исторических находок, зарисовывала сами найденные во время раскопок артефакты для археологического музея при Харьковском национальном университете, где с трудом сумела устроиться на постоянную работу. Работа такая была чрезвычайно скучной, но она позволяла художнице содержать детей и престарелую мать.
Е. В. Ефремова отмечает резкие светотеневые и цветовые контрасты, беспокойные ритмы линий, характерные для полотна, всё это, по её мнению, в совокупности создаёт атмосферу тревожного ожидания беды. На лицах детей растерянность, тихая и грустная сосредоточенность. Сама картина, с точки зрения искусствоведа, выражает зыбкость семейного счастья.
Н. И. Трегуб в своей кандидатской диссертации устанавливает последовательность развития мироощущения художницы на основе наиболее важных её работ: «автопортрет „За туалетом“ решён как „Я — женщина“, детский портрет „За обедом“ — „моя семья — ожидание событий“, „Диана и Актеон“ — отчаяние от всего происходящего, „Карточный домик“ — трагическая развязка». Трегуб считает, что в ранних работах Серебряковой символизм выражен как подтекст изображения, а в данном произведении он является манифестом, карточная игра изображает хрупкость человеческой жизни, в ней зашифрована не только смерть мужа, но и потеря имения Нескучное, крах всех устоев государства и общества.

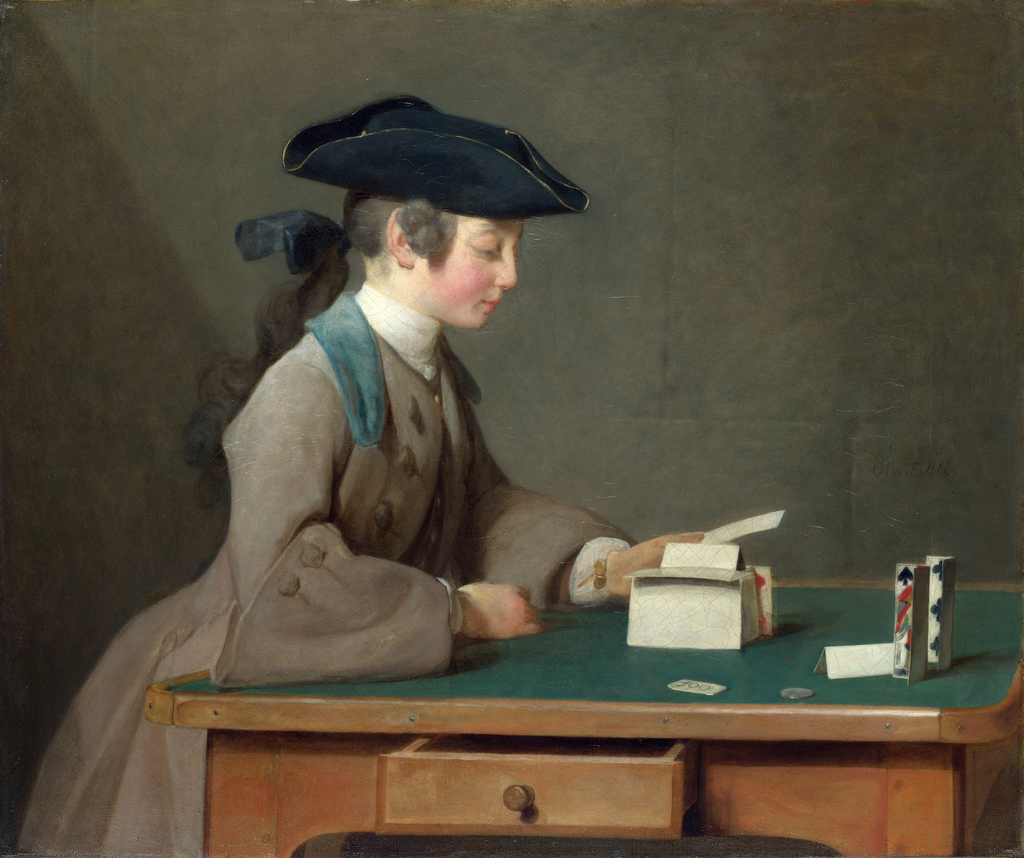
Жан-Батист Шарден. Карточный домик, 1730-е годы
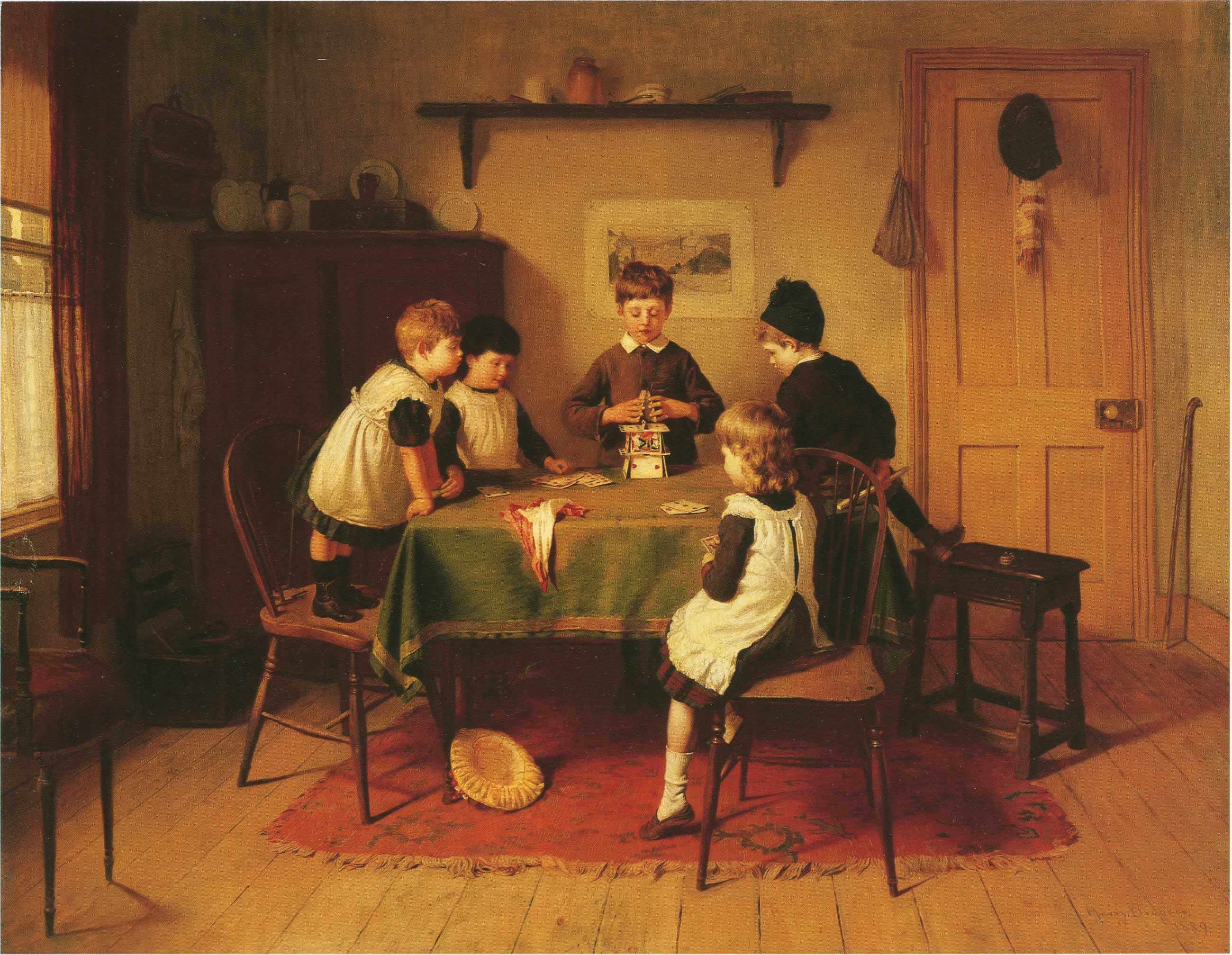
Гарри Брукер. Карточный домик, 1889